# معركة سيف القدس
الحرب على غزة 2021 أو هبة الكرامة 2021 أو إشتباكات مايو 2021 أو كما سمتها إسرائيل عملية حارس الأسوار أو كما سمتها المقاومة الفلسطينية معركة سيف القدس هو نزاع عسكري واسع النطاق بين المقاومة الفلسطينية وإسرائيل. بدأ هذا النزاع بالفعل في 10 أيّار/مايو من عام 2021 بعد الاعتداءات الإسرائيلية المستمرة في القدس، مع تحذير حركة حماس على لسان قائد جناحها العسكري محمد الضيف بأنَّ أمام الجيش الإسرائيلي ساعة للخروج من المسجد الأقصى وحي الشيخ جراح وإلَّا ستندلع الحرب، ومع انتهاء المهلة في تمام الساعة السادسة مساءً بدأت المقاومة الفلسطينيّة بإطلاق الصواريخ على شكل رشقات صاروخية مكثفة على إسرائيل وبعدها بدأت القوات الجوية الإسرائيلية بقصف قطاع غزة وهو ما تسبب ببدء الحرب. قُتِل أكثر من 200 فلسطيني كما قُتِل أكثر من 13 إسرائيليًا في الحرب التي انتهت في 21 أيّار/مايو من عام 2021 بهدنة بوسَاطة مصرية.

## خلفية
قررت المحكمة الإسرائيلية العليا إخلاء منازل 7 عوائل فلسطينية في حي الشيخ جراح في القدس وطردهم لإسكان مستوطنين يهود مكانهم في قرار مستفز للفلسطينيين الذين رفضوا القرار وتمردوا عليه ما تسبب في إشتباكات بينهم وبين المستوطنين والشرطة الإسرائيلية. نظَّم الفلسطينيون وقفة تضامنية مع أهالي حي الشيخ جراح الذين واجَهوا قرارًا من المحكمة الإسرائيلية العليا بإخلاء 7 عائلات فلسطينية من سكان الحي من منازلهم لإسكان مستوطنين إسرائيليين مكانهم فردت الشرطة الإسرائيلية باستخدام الرصاص المعدني المغلف بالمطاط وقنابل الصوت واعتدت على المشاركين واعتقلت 6 من سكان الحي وأصابت أكثر من 136 فلسطينيًا بجروح وهو ما زاد الأوضاع حدةً.
تفجَّرت الأحداث في المسجد الأقصى مساء يوم جمعة الوداع في 7 مايو 2021 الموافق 25 رمضان 1442 بعدما اقتحم آلاف من جنود الشرطة الإسرائيلية باحات المسجد الأقصى واعتدوا على المصلين فيه ما أدى لإصابة أكثر من 205 فلسطينيًا في المسجد الأقصى وباب العامود والشيخ جراح وازدادت الأوضاع توترًا فقام مجموعة من الفلسطينيين بالهجوم على مستوطينين يهود في مناطق مختلفة.
مع استمرار الاعتداءت والانتهاكات التي مارستها الشرطة الإسرائيلية على المدنيين الفلسطينيين بدأت مظاهرات ومشاجرات بين عرب 48 والإسرائيليين المتطرفين وكذلك الاعتداءات على المصلّين في المسجد الأقصى في 10 مايو 2021 فارتفعت حصيلة الإصابات إلى أكثر من 300 فلسطيني وإلى أكثر من 20 ضابط شرطة إسرائيلي. نشرت كتائب القسام بيانًا مدرجًا بظهور نادر للقائد العام للكتائب محمد الضيف وردَّ فيه بأن المقاومة الفلسطينية تمهل الاحتلال حتى السادسة مساءًا لتُطلق سراح المعتقلين لكن إسرائيل لم تكترث للتحذير واستمرت في الاعتداءات حتى انتهاء المهلة فأُطلقت فعلًا رشقات صاروخيّة من قِبل المقاومة الفلسطينية لتكون بداية الحرب.

## الأحداث والتسلسل الزمني

### 10 مايو
نشرت كتائب القسام في تمام الساعة 4:45 بيانًا تقول فيه أنّ قيادة المقاومة تُمهل إسرائيل حتى السادسة مساءً لسحب جنودها من المسجد الأقصى وإطلاق سراح المعتقلين مدرجًا معه خطاب نادر جدًا لقائد الكتائب محمد الضيف وهو ما زاد جدية الأمر وخطورته. نقلت بعدها وسائل إعلام إسرائيلية خبر قرار الحكومة الإسرائيليّة تغيير مسار الرحلات الجوية المدنيّة بمطار بن غوريون تحسبًا لتصعيدٍ من غزة، فيما نقلت وسائل إعلامٍ أخرى خبر فتح مدن وبلدات إسرائيلية عدة في غلاف غزة الملاجئ العامّة تحسبا لأيّ رشقاتٍ صاروخيةٍ من القطاع.
سُمعت عند الساعة الـ 05:43 مساءً دوي انفجاراتٍ في محيط معبر بيت حانون-إيريز شمالي قطاع غزة، وفي تمامِ الساعة الـ 06:04 أُطلقت رشقة صاروخية من قطاع غزة باتجاه المستوطنات الإسرائيليّة وذلك مع انتهاءِ المهلة التي حددتها قيادة المقاومة الفلسطينية، وسُمع حينها دوي انفجاراتٍ في القدس ناجمة عن إطلاقِ الصواريخ من قطاع غزة، ثمّ أعلنت بعدها بدقائق كتائب القسّام عن توجيهِ «ضربة صاروخية للعدو في القدس المحتلة ردًا على جرائمه وعدوانه على المدينة المقدسة»، وأضافت الكتائب: «صواريخنا رسالةٌ على العدو أن يفهمها جيدًا وإن عدتم عدنا وإن زدتم زدنا».
سُمعت صفّارات الإنذار تدوي في القدس كما سُمعت عدة انفجارات في المدينة، في الوقتِ الذي أكّد فيهِ الجيش الإسرائيلي إطلاق صاروخٍ مضادٍ للدروع من شمال قطاع غزة باتجاه إسرائيل، فيما أكّدت وسائل إعلامٍ مقربةٍ من تل أبيب إطلاق 10 صواريخ من قطاع غزة أسقطت القبة الحديديّة 7 منها حسب ما قالته. من جانبها أعلنت سرايا القدس في تمامِ الساعة 6:30 مسؤوليتها عن استهدافِ عربة عسكرية إسرائيلية شرق غزة بصاروخ موجه مؤكّدة إصابة العربة.
أُطلقت بعدها رشقةٌ صاروخيةٌ ثانيةٌ من قطاع غزة باتجاه المستوطنات الإسرائيليّة، وهو ما تسَّببَ في توقّف مسيرة المستوطنين في القدس، في الوقتِ الذي واصلت فيهِ المقاومة الفلسطينية قصفَ المستوطنات والمواقع الإسرائيلية برشقات صاروخية، مثلما فعلت سرايا القدس حينما أكّدت أنها قصفت مدينة سديروت الإسرائيلية بـ 30 صاروخًا.
استهدفت طائرات الاحتلال الإسرائيلي في الساعة السابعة مساءًا مدنيين فلسطينيين في بيت حانون شمال شرقي قطاع غزة وتسبّبَ القصفُ في مقتلِ 9 أشخاص بينهم 3 أطفالٍ حسب الحصيلة الأوليّة التي نقلتها بعضُ القنوات الإخباريّة عن مصادر في وزارة الصحّة. وذكرَ الجيش الإسرائيلي في الوقتِ نفسه أنه مستعدٌ لعمليات عسكرية واسعة النطاق في قطاع غزة، فيما أكّد الناطق باسمهِ «القضاء على خلية تخريبيّة تضمُّ 3 مخربين من حماس كانت تهمُّ بنشاطاتٍ شمال القطاع».
نشرَ جيشُ الاحتلال الإسرائيلي مزيدًا من بطاريات القبة الحديدية في عدة مناطق وسط إسرائيل في ظلّ تصاعد التوتر بينه وبين فصائل المقاومة الفلسطينية، ثمّ تجددت المواجهات في باحات المسجد الأقصى بين قوات الاحتلال وشباب فلسطينيين وذلك حين اقترابِ موعد صلاة العشاء بالنسبة للفلسطينيين. عاودَ الطيران الحربي الإسرائيلي استهداف مناطق متفرقة من القطاع فيما ردَّت سرايا القدس عبر استهداف تل أبيب وعسقلان برشقات صاروخية وأعلنت وزارة الصحّة الفلسطينية في الوقتِ ذاته «ارتفاع عدد الشهداء في غزة إلى 20 بينهم 9 أطفال» وذلك نتيجة الاستهداف الإسرائيلي لبيت حانون قُبيل ساعة تقريبًا.
استمرَّت المواجهات في عدة مناطق بالضفة الغربية بين قوات الاحتلال وفلسطينيين محتجين خلال صلاة العشاء، وتركّزت هذه المواجهات في منطقة باب العامود في القدس التي شهدت هجومًا عنيفًا لقوات الاحتلال عبر استخدامِ الرصاص الحي والقنابل المسيلة للدموع لتفريق الفلسطينيين، كما شهدت عشرات الاعتقال في صفوفِ الفلسطينيين، دخلت ألوية الناصر صلاح الدين وهي الجناح العسكريّ للجان المقاومة الشعبيّة في الحرب حينما أعلنت قصف مدينة عسقلان بـ 8 صواريخ، وواصلت المقاومة الفلسطينية إطلاق رشقات صاروخيّة من القطاع ردًا على اعتداءات الاحتلال في بيت حانون.
بدأت كنائس فلسطين قُبيل انتصاف الليل في قرعِ أجراسها دعما لقطاع غزة والقدس في وجه الانتهاكات الإسرائيلية وتأكيدًا على الوحدة، بينما ردَّ الاحتلال الإسرائيلي من خلالِ قرار إغلاق معبر كرم أبو سالم وهو معبر حدودي بين قطاع غزة وإسرائيل وهو المعبر المُخصّص لدخول المواد الغذائية والطبيّة والوقود إلى غزة.

### 11 مايو
مع دخول يوم جديدٍ قصفت زوارق حربية إسرائيلية شاطئ منطقة السودانية شمالي قطاع غزة، في الوقتِ الذي انسحبت فيهِ قوات الاحتلال من المسجد القبلي، وأَعلنَ بعدها جيش الاحتلال الإسرائيلي إطلاق عملية عسكرية على قطاع غزة تحت اسمِ «حارس الأسوار» وتلا ذلك غارة إسرائيلية استهدفت محيط ميناء خان يونس، فيما ردَّت فصائل المقاومة عبر إطلاق رشقة جديدة من الصواريخ باتجاه بلدات إسرائيلية. وعلى الجانبِ المقابل، أقدم مسلحٌ إسرائيلي على قتلِ شابٍ من مدينة اللد داخل الخط الأخضر وأصابَ آخرين بجروح.
نجحَ المعتكفون في المسجد الأقصى في أداء صلاة الفجر بعد انسحاب قوات الاحتلال الإسرائيلي بعد مواجهاتٍ عنيفةٍ، فيما ظلَّ الوضعُ مشتعلًا في القطاع حينما قصفت زوارق حربية إسرائيلية مجددًا أراضٍ زراعيةٍ شمالِ غزة. نشرت كتائب القسام مع ساعات الصباح الأولى بيانًا أكّدت فيهِ على أنّ الضربة الصاروخية التي وُجّهت نحو القدس المحتلّة نُفّذت بصواريخ تحملُ رؤوسا متفجرة بقدرة تدميرية عالية يصلُ مداها إلى 120 كم وتدخل الخدمة بشكل مُعلنٍ لأول مرة.
أعلنت وزارة الصحّة الفلسطينية عن وقوعِ إصاباتٍ جراء قصفٍ إسرائيلي استهدف منزلًا في مخيم الشاطئ غرب غزة، ومن ثمّ أكَّدت بعدها عن «استشهاد امرأة ووقوع إصابات» في حصيلةٍ أوليّةٍ للقصف فيما استقرَّت الحصيلة النهائيّة في ثلاث قتلى. ردَّت المقاومة الفلسطينية في الثامنة ودقائق صباحًا (بتوقيت القدس) من خلال رشقاتٍ صاروخيّة باتجاهِ عددٍ من المدن والبلدات الإسرائيليّة.
تسبّبت رشقات الصواريخ التي أطلقتها المقاومة الفلسطينيّة ردًا على الهجمات الإسرائيليّة في القدس وغزّة في إصابة 6 إسرائيليين كما دمَّرت مبنيين بشكل جزئي في عسقلان. أكدت بعدها وزارة الصحة الفلسطينية ارتفاع حصيلة الهجمات الإسرائيليّة مؤكدّة «ارتفاع عدد الشهداء إلى 25 شهيدًا بينهم 9 أطفال».
أقدمت طائرات الاحتلال في التاسعة ودقائق على قصف مبنى سكني وسط مدينة غزة، ما تسبَّب في مقتلِ شخصين وعددٍ من المصابين. أطلقت بعدها المقاومة الفلسطينية رشقات صاروخية متتالية باتجاهِ عسقلان وأسدود والمستوطنات المحاذية لقطاع غزة، وهو ما تسبّب حسب وسائل إعلام في إصابة 5 إسرائيليين ثمّ ارتفعت الحصيلة إلى أن استقرّت في قتيلين إسرائيليين في عسقلان وعددٍ من الإصابات.
صادقَ وزير الدفاع الإسرائيلي قُبيل انتصاف النهار على استدعاء 5 آلاف جندي من الاحتياط لدعم الجبهة الداخلية وشعبة العمليات، ثمّ تلا ذلك قصفًا لطائرات الاحتلال استهدفَ مدرسةً للأيتام في مدينة دير البلح وسط قطاع غزة. أعلنت وزارة الصحة في قطاع غزة مقتل 28 شخصًا بينهم 10 أطفال وامرأة و152 جريحًا في حصيلة حديثة للقصف الإسرائيلي على قطاع غزة.
عاودت إسرائيل استهداف برجٍ سكني في غزّة عبر غارة جويّة ما تسبَّب في انهيارهِ بالكامل، فردَّت كتائب القسام عبر توجيهِ ضربة صاروخيّة كبيرة قالت إنها الأكبر لتل أبيب وضواحيها بـ 130 صاروخًا. وسُمعت بعدها صفّارات الإنذار تدوي في تل أبيب وحيفا فيما أكّدت القناة 12 الإسرائيليّة إصابة مبنى في ضاحية حولون في تل أبيب بصاروخ أُطلق من غزة قبل أن تُؤكّد نفس القناة مقتل امرأة إسرائيلية جراء سقوط صاروخ على مدينة ريشون لتسيون شمالِ تل أبيب.
عاودت عشراتٌ من قوات الاحتلال الإسرائيلي اقتحام باحات المسجد الأقصى عقب صلاة التراويح، كما اندلعت اشتباكاتٌ بين فلسطينيين وإسرائيليين في مدينة أم الفحم داخل مناطق 48. وشنّت بعدها مقاتلاتٌ حربية إسرائيلية عدة غارات على مناطق مختلفة من مدينة غزة وضواحيها وهو ما تسبَّب في مقتلِ 3 فلسطينيين وإصابة 4 آخرين. أعلنت وزارة الصحّة الفلسطينية في غزة عن آخر تحديثٍ مؤكّدة «استشهاد 32 شخصًا بينهم 10 أطفال وامرأة و220 جريحًا».